# گنجشک علفزار
گنجشک علفزار یا گنجشک چمنزار (نام علمی: Ammodramus humeralis) گونه‌ای از پرندگان تیرهٔ گنجشکان جهان جدید (Passerellidae) است که در آرژانتین، بولیوی، برزیل، کلمبیا ، گویان فرانسه، گویان، پاراگوئه، پرو، سورینام، اروگوئه و ونزوئلا یافت می‌شود. زیستگاه‌های طبیعی آن ساوانای خشک، نیمه‌گرمسیری یا گرمسیری علفزار پست فصلی نمناک یا سیلابی و مراتع است.